# Mount Walsh (Yukon)
Der Mount Walsh ist ein 4506 m hoher Berg der Eliaskette im Yukon-Territorium in Kanada. Der Berg wurde nach James Morrow Walsh benannt, der Superintendent der Royal Canadian Mounted Police (RCMP) für das Yukon-Territorium war.
Der Berg befindet sich knapp 53 km nordnordöstlich des Mount Logan im Kluane-Nationalpark. Den Dominanz-Bezugspunkt bildet der 18,71 km nordwestlich gelegene Mount Steele. Die Nordwestflanke wird vom Spring-Gletscher, die restlichen Flanken vom Donjek-Gletscher entwässert. 

## Besteigungsgeschichte
Die Erstbesteigung des Gipfels gelang am 17. August 1941 Walter Wood, Anderson Bakewell, Jack Jackman und Robert Bates über den Westgrat.